# Lituaria valenciennesi
Lituaria valenciennesi är en korallart som beskrevs av Jean-Loup d'Hondt 1984. Lituaria valenciennesi ingår i släktet Lituaria och familjen Veretillidae. Inga underarter finns listade i Catalogue of Life.